# Suzie Pierrepont
Suzie Pierrepont (* 3. Januar 1985 in Stoke-on-Trent) ist eine ehemalige englische Squashspielerin.

## Karriere
Suzie Pierrepont war von 2002 bis 2012 auf der WSA World Tour aktiv und gewann im Laufe ihrer Karriere fünf Titel bei insgesamt neun Finalteilnahmen. Ihre höchste Platzierung in der Weltrangliste erreichte sie mit Rang 25 im August 2009. Zwischen 2005 und 2009 stand sie dreimal im Hauptfeld der Weltmeisterschaft. Bei allen drei Teilnahmen schied sie in der ersten Runde aus. Sie spielte ihre letzte volle Saison im Jahr 2009, nahm aber von 2010 bis 2012 noch vereinzelt an Turnieren in den Vereinigten Staaten teil.
Von 2009 bis 2013 gehörte sie zum Board of Directors der Women’s Squash Association. Von April 2013 bis Februar 2014 war sie außerdem Turnierdirektorin der WSA.

## Erfolge
- Gewonnene WSA-Titel: 5